# Talassaari (ö i Päijänne-Tavastland, Lahtis, lat 60,97, long 25,80)
Talassaari är en ö i Finland. Den ligger i sjön Kymijärvi och i kommunen Lahtis i den ekonomiska regionen  Lahtis ekonomiska region  och landskapet Päijänne-Tavastland, i den södra delen av landet, 100 km nordost om huvudstaden Helsingfors. Öns area är 0,7 hektar och dess största längd är 140 meter i öst-västlig riktning.